# Ветчинный хлеб

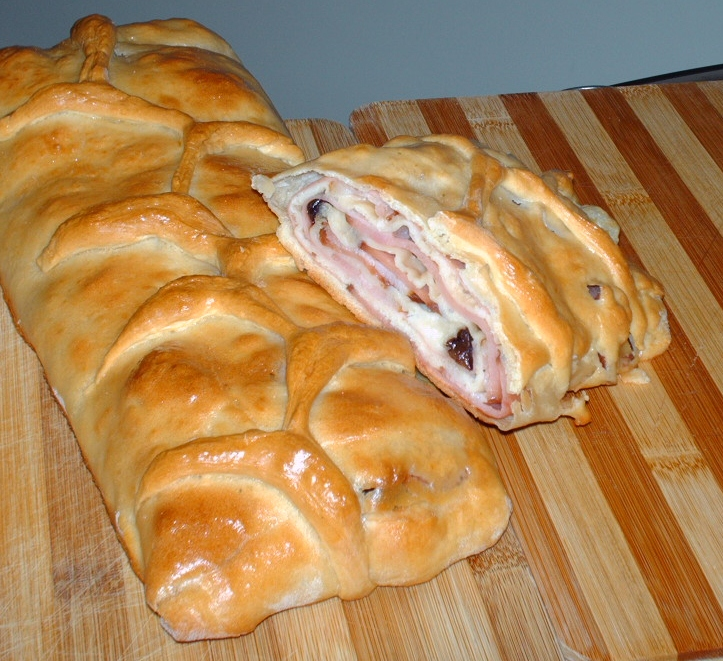
Ветчинный хлеб домашнего приготовления

Ветчинный хлеб (исп. pan de jamón) — типичное рождественское блюдо в Венесуэле, хлеб, начинённый ветчиной или беконом, с добавлением изюма и оливок, которые, как правило, начинены болгарским или острым красным перцем. В настоящее время существует несколько рецептов приготовления ветчинного хлеба, отличающихся по ингредиентам. В некоторых рецептах предусматривается ветчина из индюшатины или сливочный сыр или используется слоёное тесто.
Ветчинный хлеб появился в начале XX века и постепенно стал рождественской традицией, без которого немыслимо Рождество в Венесуэле. По мнению венесуэльского журналиста Миро Попича, автором ветчинного хлеба является Густаво Рамелья, владелец старинной булочной в Каракасе, однако в начинку его ветчинного хлеба входила только собственно ветчина. Вскоре рецепт был подхвачен и популяризирован другими известными столичными булочными, которые внесли свои изменения, например, добавив изюм. В 1920-е годы ветчинный хлеб уже выпекался с начинкой из миндаля, оливок, грецкого ореха и каперсов.